# Build The Earth
Build The Earth是一個我的世界（Minecraft）遊戲內的建築項目，目標為以1:1比例重現地球。此項目之Discord服務器已有16萬以上的遊戲玩家加入，並有超過6000名註冊Minecraft建築人員。

## 歷史

### 創立
在2020年3月21日，一個名為PippenFTS的實況主發佈了一個名為「The Earth in Minecraft, 1:1 scale... for the first time」的影片，並在當中提及此項目所用的1:1地球的地圖以及其製作過程，並呼籲有能力的Minecraft玩家協助興建。在短短數日內，影片在網絡爆紅，截至2020年10月有超過110萬人觀看。在2020年三月底，Build The Earth Reddit、Twitter和Instagram帳號都已被建立並正在迅速增長，其Patreon頁面亦在3月26日被建立。並已累積每月來自超過50名捐贈者共250美元捐款。 

### 合作及推廣
於2020年地球日，Mojang在官方網站發佈了一篇介紹此項目的文章。同年7月5日，YouTuber及網絡紅人MrBeast發佈了他和其他玩家在24小時內建造他的家鄉北卡羅來納州 羅利的建築影片。

## 參與狀況

#### 台灣
活躍的玩家屈指可數，建築偏向單點式而缺乏一個完整的城鎮。目前完成的建築有台北101、鹿港龍山寺與高雄龍虎塔等，以及許多建設中的項目。

#### 香港及澳門
兩個地區的玩家共組一個團隊，有五十多名成員，主要成員中有不少都是中學生。該團隊已興建不少地標，包括金鐘政府總部、將軍澳尚德邨、坑口、中環、油麻地一帶，還有南灣澳門半島等等。團隊建立源於成員對現正居住城市的熱愛，希望以電子版保存，亦可供本地人及外國人在線上探索香港。團隊希望可以透過建築將香港的特點以及文化宣揚開去，透過介紹不同地方的歷史和特點以及展現香港於公共交通、食物，以至生活大小事的特別之處 ，去將香港人的聲音發揚光大。

#### 其他地區
- 美國拉斯維加斯[10]
- 加拿大埃德蒙頓[11]
- 加拿大哈利法克斯[12]
- 澳州悉尼[13]
- 以色列特拉維夫[14]
- 馬來西亞吉隆坡[15]

## 開發

### 模组
Build The Earth項目主要使用Terra 1-to-1（页面存档备份，存于）模組生成所有地形、街道、建築指引等（如有提供），以簡化建築過程。在大多數情況下，現實生活的維度不會符合Minecraft的遊戲限制，因此它也依賴另外兩個模組進行輔助地形生成：
- OpenCubicChunks（页面存档备份，存于）（也称为CubicChunks），這個模組可绕过Minecraft的256格高度限制和負數高度限制。
- CubicWorldGen（页面存档备份，存于），可以与OpenCubicChunks一起定制地形生成。

官方的模组包还默认提供了一些其他模组以利建築：
- JourneyMap（页面存档备份，存于），它使用户可以从迷你地图中看到他们的周围区域。
- WorldEdit，一个功能强大且广为人知的工具，用于快速创建和修改建筑物。

它还包括其他两个轻量模组，Performant（页面存档备份，存于）和VanillaFix（页面存档备份，存于），尽管并非严格要求，但它们可以帮助改善某些性能。
该项目激发了许多用于协助建築者和服务器擁有人的第三方工具开发，包括：
- TerraPlusPlus（T ++），Terra 1-to-1一项功能丰富的分支，专注于提升性能。
- Terramap，一种游戏内地图，允许用户轻松地在Terra 1-to-1地圖中进行传送。
- BTE-Tools，一种用于生成轨道，树篱和形状的自定义工具。
- Sledgehammer，一个代理伺服器插件，允许服务器所有者创建将多个团队连接在一起的集线器。

PippenFTS表示：「有了CubicChunks模组打破了Minecraft的垂直高度限制，我们现在可以在Minecraft中体验完整的地球景觀，而无需进行任何建築縮放。」
Terra 1-to-1使用各种API根据现实数据生成Minecraft世界。其中包括生成高度数据的Mapzen地形图块、生成自然樹木覆蓋的ArcGIS REST API、以及用于生成水、道路和建筑物轮廓的開放街圖。 

### 地图投影
Terra 1-to-1 mod預設生成設置結合了多个地图投影，包括横向墨卡托投影、正弦曲线投影、等距地球投影、等角矩形投影和戴美克森氏地圖投影，此外他們为该项目专门制作了戴美克森氏地圖投影的修改版本，称为「Modified Airocean」或「Airocean-edit」。这种地图投影可在陆地上盡量避免形状和大小失真，但相對卻严重扭曲了海洋的形狀。与典型的戴美克森氏投影不同，修改后的戴美克森氏不能像二十面体一样被展开为3D对象，并且其各大洲的位置看上去与等角矩形投影相似。